# Sycophila pilosa
Sycophila pilosa är en stekelart som först beskrevs av Joseph och Abdurahiman 1968.  Sycophila pilosa ingår i släktet Sycophila och familjen kragglanssteklar. Inga underarter finns listade i Catalogue of Life.